# Yigoga pseudorientis
Yigoga pseudorientis là một loài bướm đêm trong họ Noctuidae.